# كاتسو أوكازاكي
كاتسو أوكازاكي هو دبلوماسي وسياسي ياباني، ولد في 1897 في يوكوهاما في اليابان، وتوفي في 1965 في طوكيو في اليابان. نشط حزبياً في الحزب الليبرالي الديمقراطي الياباني. وقد انتخب أمين مجلس الوزراء الياباني (6 مايو 1950 – 26 ديسمبر 1951) وانتخب وزير الشؤون الخارجية ‏ (30 أكتوبر 1952 – 9 ديسمبر 1954) وانتخب عضو مجلس النواب الياباني ‏.

## وصلات خارجية
- كاتسو أوكازاكي على موقع أوليمبيديا (الإنجليزية)
- كاتسو أوكازاكي على موقع مونزينجر (الألمانية)